# Ange Hedenberg
Angantyr (Ange) Frits Hedenberg, född 16 april 1932 i Linköping, är en svensk målare och tecknare. 
Han är son till Gottfrid Severin Hedenberg och Agnes Olivia Lindgren. Hedenberg är som konstnär autodidakt och har gjort sig känd för sina sago- och trollmålningar i komiska situationer. Han är representerad vid ett flertal institutioner.